# Jackie Cooper
Pour les articles homonymes, voir Cooper.
Jackie Cooper est un acteur, réalisateur et producteur de cinéma américain né le 15 septembre 1922 à Los Angeles et mort le 3 mai 2011 à Beverly Hills (Californie).
Il a été un enfant acteur ayant réussi sa transition vers une carrière d'adulte.

## Biographie
De son vrai nom John Cooper Jr, il naît le 15 septembre 1922. Il commence sa carrière à sept ans dans une série de courts-métrages comiques réalisés par Robert F. McGowan. À l'âge de neuf ans, il devient le plus jeune acteur à être nommé à l'Oscar du meilleur acteur pour Skippy.

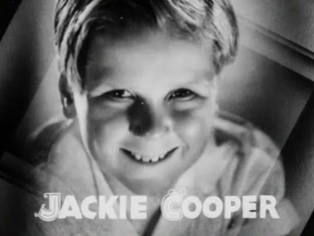
Jackie Cooper dans Broadway to Hollywood en 1933

Comme de nombreux enfants-acteurs, sa carrière connaît un passage à vide arrivé à l'âge adulte. Il se tourne vers la télévision où, de 1959 à 1962, il tient le rôle principal dans la série militaire Hennesey. Il réalise aussi les épisodes de nombreuses séries dont McMillan et Les Têtes brûlées. Il renoue avec la célébrité en 1978 grâce au rôle de l'éditeur du Daily Planet, Perry White, dans la saga Superman avec Christopher Reeve.
Il meurt de cause naturelle le 3 mai 2011 à 88 ans, et est inhumé au cimetière national d'Arlington (États-Unis).

## Vie privée
Il épouse en premières noces June Horn (1917-1993) (mariés de 1944 à 1949) avec laquelle il a un fils, John Antony Cooper, né le 19 août 1946. Il se remarie en mars 1950 avec Hildy Parks (1926-2004) dont il divorce l'année suivante. Il épouse enfin Barbara Kraus (1927-2009) en 1954 avec laquelle il a trois enfants : Russel (né en 1956), Julie (1957-1997) et Cristinan (née en 1959).

## Filmographie

### Cinéma

#### Comme acteur

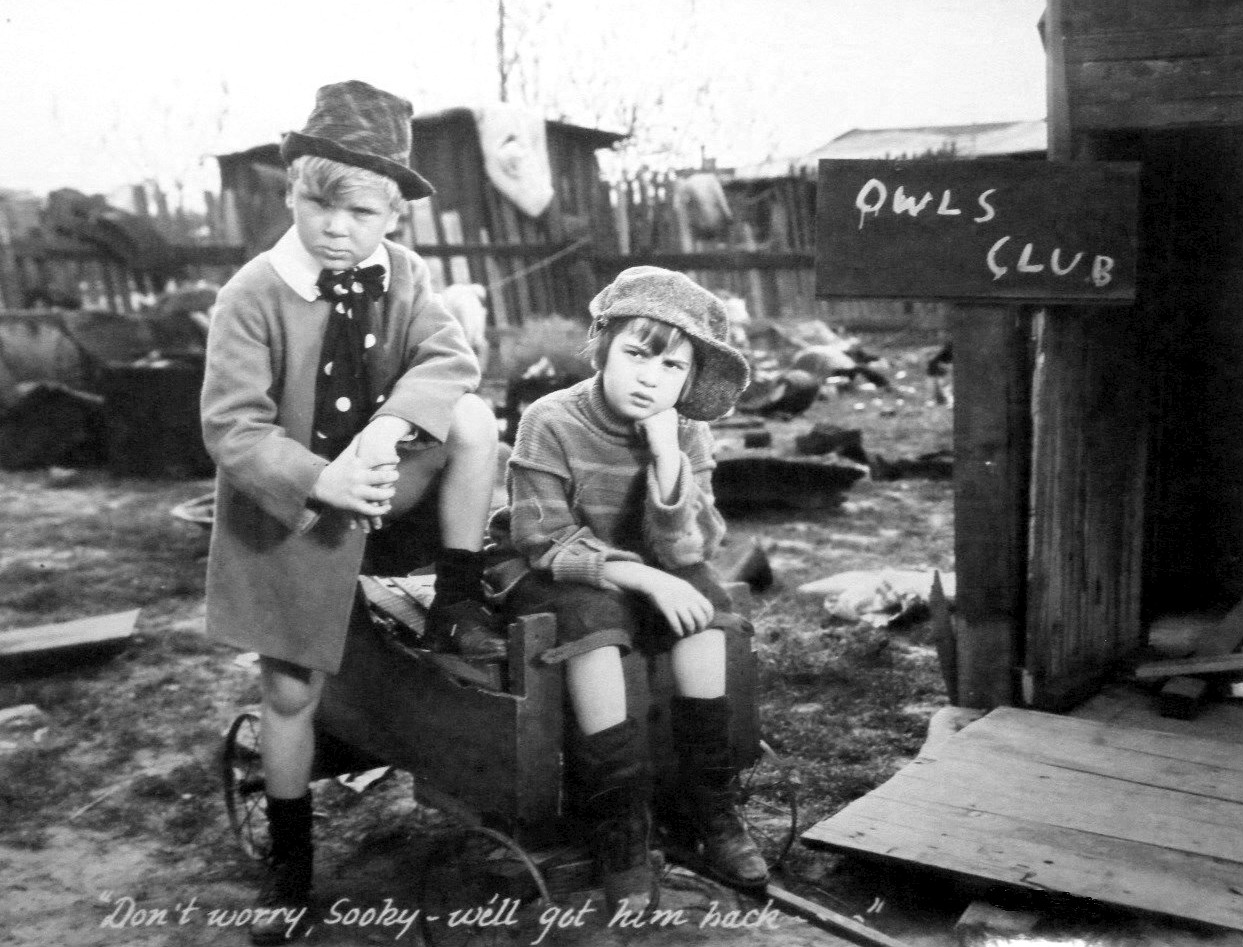
Jackie Cooper (à gauche) dans Skippy (1931)

- 1929 : Fox Movietone Follies of 1929 de David Butler : Apparition
- 1929 : Boxing Gloves (en) de Robert F. McGowan (court-métrage) : Jackie
- 1929 : Bouncing Babies (en) de Robert F. McGowan (court-métrage) : Jackie
- 1929 : Moan & Groan, Inc. (en) de Robert F. McGowan (court-métrage) : Jackie
- 1929 : La Vie en rose (Sunnyside Up) de David Butler : Jerry McGinnis
- 1930 : Shivering Shakespeare (en) de Robert F. McGowan (court-métrage) : Jackie
- 1930 : The First Seven Years (en) de Robert F. McGowan (court-métrage) : Jackie
- 1930 : When the Wind Blows (en) de James W. Horne (court-métrage) : Jack
- 1930 : Bear Shooters (en) de Robert F. McGowan (court-métrage) : Jackie
- 1930 : Temps d'hiver (en) (A Tough Winter) de Robert F. McGowan : Jackie
- 1930 : Pups Is Pups (en) de Robert F. McGowan (court-métrage) : Jackie
- 1930 : Teacher's Pet (en) de Robert F. McGowan (court-métrage) : Jackie
- 1930 : School's Out (en) de Robert F. McGowan : Jackie
- 1931 : Helping Grandma (en) de Robert F. McGowan (court-métrage) : Jackie
- 1931 : Love Business (en) de Robert F. McGowan (court-métrage) : Jackie
- 1931 : Skippy de Norman Taurog : Skippy Skinner
- 1931 : Bargain Day (en) de Robert F. McGowan
- 1931 : Son gosse (Young Donovan's Kid) de Fred Niblo : Midge Murray
- 1931 : Le Champion (The Champ) de King Vidor : Dink Purcell
- 1931 : Sooky de Norman Taurog : Skippy Skinner
- 1932 : Amitié (When a Fellow Needs a Friend) de Harry A. Pollard : Edward Haverford 'Eddie' Randall
- 1932 : Grand Cœur (Divorce in the Family) de Charles Reisner : Terry Parker
- 1933 : Les Pantins (Broadway to Hollywood) de Willard Mack : Ted Hackett Jr., as a child
- 1933 : Les Faubourgs de New York (The Bowery) de Raoul Walsh : Swipes McGurk
- 1933 : Oncle Dobi (en) (Lone Cowboy) de Paul Sloane : Scooter O'Neal
- 1934 : L'Île au trésor (Treasure Island) de Victor Fleming : Jim Hawkins
- 1934 : Mon gosse (Peck's Bad Boy) d'Edward Cline : Bill Peck
- 1935 : Dinky de D. Ross Lederman et Howard Bretherton : Dinky Daniels
- 1935 : Tempête au cirque (O'Shaughnessy's Boy), de Richard Boleslawski : Joseph « Stubby » O'Shaughnessy
- 1936 : Le Défenseur silencieux (Tough Guy) de Chester M. Franklin : Frederick Martindale « Freddie » Vincent III
- 1936 : Au seuil de la vie (The Devil Is a Sissy) de W.S. Van Dyke et Rowland Brown : Robert « Buck » Murphy
- 1937 : Our Gang Follies of 1938 (en) : Jackie
- 1938 : Boy of the Streets (en) de William Nigh : Chuck Brennan
- 1938 : La Femme errante (White Banners), d'Edmund Goulding : Peter Trimble
- 1938 : Cet âge ingrat (That Certain Age), d'Edward Ludwig : Kenneth Warren
- 1938 : Gangster's Boy (en) de William Nigh : Larry Kelly
- 1938 : Dernière édition (en) (Newsboys' Home) de Harold Young : Rie Edwards
- 1939 : The Spirit of Culver (en) de Joseph Santley : Tom Allen
- 1939 : Streets of New York de William Nigh : Jimmy
- 1939 : Two Bright Boys (en) de Joseph Santley : Rory O'Donnell
- 1939 : What a Life de Theodore Reed : Henry Aldrich
- 1939 : Scouts to the Rescue (en) d'Alan James et Ray Taylor (série de courts-métrages) : Bruce Scott
- 1939 : The Big Guy (en) d'Arthur Lubin : Jimmy Hutchins
- 1940 : Seventeen de Louis King : William Sylvanus Baxter
- 1940 : Le Retour de Frank James (The Return of Frank James) de Fritz Lang : Clem (sous le nom de Tom Grayson)
- 1940 : Gallant Sons de George B. Seitz : Byron 'By' Newbold
- 1941 : Life with Henry (en) de Theodore Reed : Henry Aldrich
- 1941 : La Danseuse des Folies Ziegfeld (Ziegfeld Girl) de Robert Z. Leonard : Jerry Regan
- 1941 : Son premier baiser (Her First Beau) de Theodore Reed : Chuck Harris
- 1941 : Curs printaniers (Glamour Boy) de Ralph Murphy : Tiny Barlow
- 1942 : La Fièvre du jazz (Syncopation) de William Dieterle : Johnny
- 1942 : Men of Texas (en) de Ray Enright : Robert Houston Scott
- 1942 : La Marine triomphe (The Navy Comes Through) d'A. Edward Sutherland : Joe 'Babe' Duttson
- 1943 : Where Are Your Children? (Où sont vos enfants ?) de William Nigh : Danny
- 1947 : Stork Bites Man (en) de Cy Endfield : Ernest (Ernie) C. Brown
- 1947 : Kilroy was here (en) de Phil Karlson : John J. Kilroy
- 1948 : French Leave (en) de  Frank McDonald : Skitch Kilroy
- 1961 : Everything's Ducky de Don Taylor : Lt. Parmell
- 1971 : Love Machine (The Love Machine) de Jack Haley Jr. : Danton Miller
- 1974 : Chosen Survivors (en) de Sutton Rolley : Raymond Couzins
- 1975 : Le Voyage de la peur (en) (Journey Into Fear) de Daniel Mann : Eric Hurst
- 1978 : Superman de Richard Donner : Perry White
- 1980 : Superman 2 de Richard Lester : Perry White
- 1983 : Superman 3 de Richard Lester : Perry White
- 1987 : Superman 4 (Superman IV: The Quest for Peace) de Sidney J. Furie : Perry White
- 1987 : Cordes et discordes (Surrender) de Jerry Belson : Ace Morgan

#### comme réalisateur
- 1972 : Stand Up and Be Counted (en)

### Télévision

#### comme acteur
- 1955 : The People's Choice (en) : Socrates « Sock » Miller
- 1959-1962 : Hennesey : Lt. Charles « Chick » Hennesey
- 1964 : La Quatrième Dimension (Twilight Zone) : César et moi : Jonathan West
- 1968 : Shadow on the Land (en) : Lt. Col. Andy Davis
- 1971 : Maybe I'll Come Home in the Spring (en) : Ed Miller
- 1972 : The Astronaut : Kurt Anderson
- 1973 : Keep an Eye on Denise
- 1973 : Columbo : Candidat au crime (Candidate for Crime) : Nelson Hayward
- 1974 : Doctor Dan de lui-même : Dr Dan Morgan
- 1974 : The Dean Martin Comedy World (en) : Présentateur
- 1974 : The Day the Earth Moved : Steve Barker
- 1974 : Kojak (Série TV) - Saison 1, épisode 12 (Last Rites for a Dead Priest) : Frank Mullvaney
- 1975 : L'Homme invisible (The Invisible Man) : Walter Carlson
- 1975 : Mobile One (en) : Peter Campbell
- 1975 : Mobile Two (en) : Peter Campbell
- 1977 : Opération charme (en) (Operation Petticoat) : Capitaine de vaisseau Henderson
- 1989 : For Jenny with Love : J. Nash Hawkins

#### comme réalisateur
- 1971 : McMillan
- 1972 : Keep the Faith
- 1974 : Doctor Dan
- 1976 : Les Têtes brûlées (Baa Baa Black Sheep)
- 1976 : Holmes et Yoyo (Holmes and Yo-Yo)
- 1976 : Quincy (Quincy M.E.)
- 1977 : The Feather and Father Gang (en)
- 1978 : Having Babies III
- 1978 : De parfaits gentilshommes (en) (Perfect Gentlemen)
- 1978 : L'Arc-en-ciel (Rainbow)
- 1979 : Sex and the Single Parent
- 1980 : Marathon
- 1980 : White Mama (en)
- 1980 : Rodeo Girl
- 1981 : Leave 'em Laughing
- 1981 : Simon et Simon (Simon & Simon)
- 1982 : Family in Blue
- 1982 : Cagney et Lacey (Cagney & Lacey)
- 1982 : Moonlight
- 1982 : Rosie: The Rosemary Clooney Story
- 1984 : La Nuit où l'on a sauvé le père Noël (The Night They Saved Christmas)
- 1985 : Izzy and Moe (en)
- 1986 : Mr. Gun (Sledge Hammer!)
- 1987 : The Ladies
- 1987 : La loi est la loi (Jake and the Fatman)
- 1988 : Supercarrier (en) (Supercarrier)
- 1988 : Superboy (Superboy)

#### comme producteur
- 1959-1962 : Hennesey (en)
- 1962 : Charley Angelo
- 1974 : Lily
- 1978 : De parfaits gentilshommes (en) (Perfect Gentlemen)
- 1982 : Rosie: The Rosemary Clooney Story

## Distinctions

### Récompenses
- Emmy Awards 1974 pour M*A*S*H
- Emmy Awards 1979 : Meilleur réalisateur pour The White Shadow

### Nominations
- Oscars 1931 : Meilleur acteur pour Skippy
- Emmy Awards 1961 : Meilleur acteur pour Hennesey
- Emmy Awards 1962 : Meilleur acteur pour Hennesey
- DGA Awards 1980 : Meilleur réalisateur pour The White Shadow